# Sapaç
Sapaç – wieś położona w północnej części Albanii w gminie Iballë. Wieś znajduje się 92 kilometrów od stolicy państwa, Tirany.

## Demografia
Według spisu ludności z 1989 roku we wsi Sapaç mieszkało 294 mieszkańców.